# アポロガイスト
- 仮面ライダーシリーズ
  - 仮面ライダーX > アポロガイスト
  - 仮面ライダーディケイド > アポロガイスト
  - 仮面ライダーシリーズ第1期登場怪人一覧 > アポロガイスト

アポロガイストは、特撮テレビ番組『仮面ライダーX』および『仮面ライダーディケイド』などに登場する架空のキャラクターである。

## 概要
『仮面ライダーX』で初登場した、仮面ライダーシリーズ初のライバルキャラクター。当初は1か月程度の話数で次の幹部と交代する予定であったが、人気を博したため、登場期間が延長された。
昭和仮面ライダーシリーズでは『X』のみの登場であったが、関連作品での登場頻度は多く、平成仮面ライダーシリーズの『仮面ライダーディケイド』でリメイクされ、再登場した。

## 昭和仮面ライダーシリーズ

### 『仮面ライダーX』
第8話から登場したGOD機関の大幹部で、GOD秘密警察第一室・室長。太陽神アポロをモチーフとしており、「GODの殺人マシーン」の異名を持つ。
普段は純白のスーツと黒ネクタイの青年の姿で行動し、エンブレムが刻まれたバイクを駆る。戦闘時には「アポロ・チェンジ」の掛け声と共に、赤い兜と黒い服、白いマントを纏った姿に変身する。武器は連装銃アポロショットと日輪型の盾ガイストカッター。
総司令から与えられた室長の権限により、役立たずと判断した怪人には懲罰・処刑を行うこともある。そのため、怪人たちには畏怖されている。性格は冷静沈着かつ冷酷非情で、作戦を成功させるためには手段を問わない。その一方、実力を認めた相手には敬意を表す方針を持ち、立花藤兵衛に対しても礼儀を見せている。
第14話で、自ら指揮する「東京発狂作戦」をXライダーに妨害され、GOD秘密警察東京分署が壊滅する。Xライダーとの一騎討ちで互角の攻防を繰り広げるも劣勢に追い込まれ、X必殺キックを受けて致命傷を負う。青年姿に戻り、負けを認めてXライダーに最後の握手を求めるが、これは右腕のアーム爆弾を用いての道連れを図ったものであった。しかし、負傷で動きが鈍っていたために脱出され、爆死した。
第15話では、黒服の老紳士（死神クロノス）の話によると総司令室に出入りして、GOD総司令と謁見したことがある。
装備
アポロショット
アポロガイストが右手に持つ2連装式の銃。遠距離用の武器として使用する。Xライダーとの接近戦でも効果を発揮したが、本来は接近戦用の武器ではないため、ライドルに遅れを取った。
マグナムショット
アポロショットから発射する強力な弾丸。怪人を一撃粉砕する威力を持ち、Xライダーに敗北したマッハアキレスをこれで処刑している。アポロガイストは百発百中の腕を持つが、Xライダーには避けられることが多かった。
ガイストカッター
アポロガイストが左手に持つ日輪をかたどった盾。縁には刃が付いている。Xキックも跳ね返す防御力を持ち、投擲武器としても使用可能。
アーム爆弾
時限爆弾の仕込まれた義手（右腕）。Xライダーに敗北して人間体に戻った際に握手した彼の手を握ったまま肘から分離、爆殺を図ったが死に際で動きが鈍っていたために失敗した。
再生アポロガイストでは変身した際の右腕がアポロマグナムに変化するように改修されたため、アーム爆弾は装備していない。
- 演 - 打田康比古
- スーツアクター - 新堀和男[5]、中村文弥[6]
- 東映プロデューサーの平山亨の著作など当時の講談社などの関連書籍[要文献特定詳細情報]では、劇中で語られないプロフィールが設定されている。「青年アポロガイスト」と称される白一色のスーツに身を包んだ人間体が本来の正体であり、GOD秘密警察第一室長となったのも、元警察官だった経歴を首領に買われたことによるものとされている。

#### 再生アポロガイスト
第16話より登場。総司令から「殺すには惜しい」と判断され、アポロン宮殿にて施された再生手術によってアポロガイストが復活した姿。
変身後の姿は再生前に準じるが、兜に銀色のラインが加わり、マントには炎の模様があり、堅牢なプロテクターを左肩口に備えている。武器も強化され、右腕には3連装銃と剣を組み合わせたアポロマグナムを装備。ガイストカッターも左肩に装着する刃が追加され、ガイストダブルカッターとなった。
人間体は以前と同様に白スーツの青年姿だが、性格はより好戦的となっている。妙な律儀さもあり、第21話では、再生怪人に店を荒らされて怒る藤兵衛に「神敬介の香典」と称し、補修費の札束を渡していた。ただし、その直後に藤兵衛を気絶させて人質として拉致しており、冷酷非道さは相変わらずである。
実は再生手術には欠陥があり、再生後の寿命はわずか1か月であった。射撃訓練中に自らの不調を感じたことから、手術を担当した者の1人である宮本博士を詰問して再手術が不可能であることを知り、延命手段としてXライダーのパーフェクターを奪おうとする。アポロン第2宮殿にて人質を取り、自分の命の炎を分け与えて復活させた再生怪人と共にXライダーに挑むが、再生怪人をすべて倒される。不調のせいでアポロマグナムやガイストカッターも命中せず、最後は火の玉と化して特攻するもXキックを受けて爆死し、それと同時にアポロン宮殿も爆散した。
装備
アポロマグナム
再生アポロガイストの右腕と一体化している22口径3連式の銃。破壊力はXキックと同等かそれ以上で、戦車を破壊するほどの火力を持つ。接近戦用に細身の剣も装備している。
ガイストダブルカッター
再生アポロガイストが装備する盾。小刃が2枚追加されている。投擲した後に左肩に追加装備する小盾も続けて投げる攻撃を"ガイストダブルカッター"と称する。
- プロデューサーの平山亨による展開案では、もう1人の大幹部・ブラックマルスを登場させるはずだったが、アポロガイストの人気によって実現されなかった[2][7]。

### その他の昭和仮面ライダーシリーズ関連作品
すがやみつる版漫画『仮面ライダーX』
Xライダーを誘い出すため、殺戮を繰り返す残忍な面を見せる。
山田ゴロ版漫画『仮面ライダーX』
GODHEART TO HEARTへの協力を拒んだ神啓太郎を殺害する。怪人に昇給をせがまれて弱るコミカルな面も見せる。
漫画『仮面ライダー 11戦記』
ガイストの一員として再生され、白いスーツ姿の人間体も見せている。戦死したブラック将軍に代わってネオキングダークを操縦するためであったが、ドクトルGの失敗で計画は水泡に帰す。その後、ジェネラルシャドウも敗れると大首領が憑代とし、そのまま直々に仮面ライダーと戦うため、アポロガイストとしての活躍はない。
漫画『宇宙の11 仮面ライダー銀河大戦』
他の軍団の幹部と共に、マーダー帝国に再生される。胸部の日輪はメカパーツに覆われている。狼男やヒルカメレオンと共に、本拠地に乗り込んだ仮面ライダーを最初に迎え撃つ。
漫画『仮面ライダーSPIRITS』
第3部にて、暗闇大使が操る魂（生前の記憶や自我）の無い再生GOD機関の大幹部として登場。
アポロマグナムの強大な火力と射撃の腕で出雲に現れたオリンポス神殿（呪ステーション）の防衛を担い、キングダーク2号機へのRS装置起動インストールを遂行した後は神話怪人を率いてXライダーやSPIRITS第10分隊と交戦する。仮面ライダーZXによってキングダークが頭部を破壊されると、「RS装置によってキングダークそのものを膨大な熱エネルギーに変換し、大首領JUDOを閉じ込めている虚無の牢獄を破壊する」という作戦変更を受け、全身に炎を纏った姿となってRS装置の強制操作を行うが、Xライダーのライドル風車火炎返しとライドル脳天割りの連続攻撃を受けて倒された。
なお、登場時から変身後の姿であるために「アポロ・チェンジ」の変身シーンは無いが、ライドル脳天割りを受け兜を割られた後は人間体の顔が露になっている。
小説『S.I.C. HERO SAGA MASKED RIDER X EDITION -ゼウスの息子-』
Xライダーに倒された後、その身体に呪博士の頭部を移植されて新たな肉体として利用されている。頭部の鎧の顔面部分が外したその素顔は呪博士そのもので、アポロガイスト同様、Xライダーが持つパーフェクターが必要だった。呪博士は「自分の息子」であると語っているが、真相は不明。

## 平成仮面ライダーシリーズ

### 『仮面ライダーディケイド』
第26話より登場。人間体は、ガイという名前の壮年の男。草木に触れただけで枯れさせてしまう体質である。変身前は白いストライプのスーツに黒いネクタイ、黒革の手袋の姿。自身を「迷惑な存在」と称し、語尾に「〜（な）のだ」をつけるのが口癖。
大ショッカーの大幹部として登場。大ショッカーによる全ての世界の征服と全仮面ライダー抹殺のために活動する。アポロガイスト自体には世界を渡る能力はなく、士が世界を渡る際に作った橋を用いている。Xライダーの世界のGOD機関の幹部で、既にXライダーとの戦いで一度倒されたが、再生手術を受けて復活再生したが、寿命が1か月しかなかった。顔面に大ショッカーが開発した延命装置であるパーフェクターをセットしている。自身が生き長らえるためにパーフェクターを用いて人々の命の炎（生命エネルギー）を吸い取っていたが、後にパーフェクターはディケイドに奪われて破壊された。
「アポロチェンジ」の掛け声と共にアポロガイストに変身するが、その際に腕を後ろで組むようなポーズを取り、円形の赤い炎が出現する。戦闘能力は高く、ディケイドやディエンドらとも互角に渡り合った。武器はアポロショットやガイストカッターの他、細身の剣アポロフルーレを使用する。
各世界の悪の組織に大ショッカーに加わるよう呼びかけており、傘下にした組織の怪人たちを配下として従える。人々から生命エネルギーを乱獲して虐殺し、子供を人質に取ったり、仮面ライダーBLACK RXとの一騎討ちに応じておきながら、劣勢になるとサイ怪人を出現させるなど、残酷かつ卑劣ではあるが、「ディケイドにとっては迷惑な相手」「全人類にとってとても迷惑な存在」と自分を表現するなど一風変わった性格である。
- 演 - 川原和久
- スーツアクター - 金田進一[11]

#### スーパーアポロガイスト
第30話・第31話に登場。
パーフェクターを失ったために命の炎が吸収できなくなったアポロガイストが、キバの世界のクイーン・ユウキ（ソーンファンガイア）によりファンガイアの力を与えられ、儀式の際に吸命牙で参列者のファンガイアのライフエナジーを吸収して永遠の生命を手に入れた強化形態。頭部にファンガイアの証であるステンドグラス状の紋章が入っている。
並行世界の次元の融合を加速させる力を持っており、その能力で大半の世界と、そこに住む仮面ライダーたちも消滅させた。必殺技は強化されたアポロショットから放つスーパーマグナムショット。また格闘技もパワーアップしており、ディケイド・コンプリートフォームとディエンド、クウガ・マイティフォーム、キバ・キバフォーム、響鬼と素手で互角に渡り合った。
ディケイドの命を分け与えられた娘である夏海を花嫁として攫い、ライフエナジーで復活させた6体の再生オリジナル怪人軍団と共にディケイドらに最終決戦を挑むが、再生オリジナル怪人軍団を全て倒され、最期はディケイドとディエンドが共に放ったディメンションシュートにより敗北し、「宇宙で最も迷惑な奴として蘇るのだ!」と言い残して爆死した。
装備・技
スーパーアポロショット
スーパーアポロガイストが使用する右手に持つ2連装式の銃。マグナム弾のほかに強力な光弾を放つ。
スーパーマグナムショット
スーパーアポロガイストが使用する必殺技。アポロショットから弾丸や強力なビームを発射する。直撃すれば仮面ライダーにもかなりのダメージを与えられる。この技を受けたディケイドはかなりのダメージを負い、そのまま連戦したブレイドキングフォーム相手に満足に反撃できずに惨敗してしまう。
スーパーガイストカッター
スーパーアポロガイストが装備している盾。見た目や攻撃方法は強化前と同じ。ディケイドを庇ったクウガを意識不明に陥らせたほどの威力を持つ。
スーパーアポロフルーレ
スーパーアポロガイストが装備している細身の剣。スチール写真では手にしているが、劇中では未使用。

### その他平成仮面ライダーシリーズ関連作品
映画『オーズ・電王・オールライダー レッツゴー仮面ライダー』
劇中のショッカーと結託した組織・種族より集まった国連会議に参加する悪の組織「GOD機関」の代表者としてキングダークと共に登場し、キングダークと共にショッカーに反発した暗黒結社ゴルゴムの代表者として登場した大神官ダロムとクライシス帝国大使として登場したジャーク将軍を諌める。歴代仮面ライダーが復活した際は、宿敵であるXライダーと対決したが、最期は岩石大首領の出現によって起こった地割れに飲み込まれてしまう。口調は『仮面ライダーディケイド』登場時の同様「〜のだ」。
声は川原和久、スーツアクターは金田進一。
映画『仮面ライダー×スーパー戦隊 スーパーヒーロー大戦』
大ショッカーの大幹部として登場。『ディケイド』に初登場した時と同様、パーフェクターを装備している。最終局面ではフォーゼと戦い、ガイストカッターを放ったが、マグネットステイツのライダー超電磁ボンバーで倒された。
声は戸谷公人、スーツアクターは永徳。
ゲーム『オール仮面ライダー ライダージェネレーション』
エリア3ボスとして登場する。直属の戦闘員はイモリ型モンスターのゲルニュート。頭部のみ再生後のデザインであり。武装は『仮面ライダーX』（再生前）と『仮面ライダーディケイド』の両方を使用。
『仮面ライダー バトライド・ウォー』
声は川原和久。
『仮面ライダー サモンライド!』
スーパーアポロガイストとして登場。

## 『仮面ライダーSD』
漫画『仮面ライダーSD マイティライダーズ』
グランショッカー八鬼衆の一人として、第8話より登場。鉄腕アトラスやガマゴエモンなどの神話怪人・悪人怪人を率いる。ルール違反を激しく嫌う性格で、正々堂々と戦うことを旨としているが、他の八鬼衆の例に漏れずアホ。魔神大首領をお土産で篭絡しようとするセコさも見せる。最期は魔神大首領が立ち上がると作動する基地の自爆装置によって、地獄大使、ジェネラルシャドウと共に爆死する。なお、爆死する際、部下を通じて仮面ライダーたちに自分の葬儀の案内状を送っており、「最後まで几帳面な奴」と呆れられていた。
漫画『仮面ライダーSD 疾風伝説』
八鬼衆の一人として、バイオカメレオンやレーダーコウモリなどのオリジナル怪人や、黄金狼などを従える。RXと戦うが、レーダーコウモリがRXの故郷の状況を語ったために、RXがロボライダーに変身して、敗れた。その後、同じ八鬼衆の一人であるシャドームーンによってその命を絶たれている。
ゲーム『仮面ライダーSD 出撃!!ライダーマシン』
STAGE5「DESART BATTLE」のボスとして登場する。秘宝を狙ってエジプトに現れ、Xライダーとレース戦を演じる。

## コンパチヒーローシリーズ関連作品
ゲーム『スーパー鉄球ファイト!』
ザコキャラクターの一人として登場している。
ゲーム『SDザ・グレイトバトル 新たなる挑戦』
第5話のボスキャラクターとして登場。本作品ではアポロガイストの他、地獄大使や暗闇大使といった大幹部が登場しているが、暗闇大使は当初から味方として、地獄大使も敵から味方となるなど、最後まで敵だった仮面ライダーシリーズの大幹部は、アポロガイストのみとなっている。
ゲーム『ヒーロー戦記 プロジェクト オリュンポス』
ロズウェル市を拠点とするテロリスト組織・GODの幹部として登場。ゼウスの攻撃を防ぐバリアを張るなどの活躍を見せるが、Xライダー（神敬介）のライドルによってバリアは破られてしまう。その後、ネオ・ショッカーの幹部として再登場し、RX（南光太郎）と戦う。RXとの戦闘の際は自分の身を挺（てい）してミサイル発射作業を行う戦闘員たちを守り、敗北後は「重要なことを教えるから戦闘員の命だけは助けてほしい」と取引を提案するなど、正々堂々かつ部下思いの人物であり、部下からも慕われていた。約束通り、光太郎に重要な情報を伝えた後、Xライダーとの決着を心残りにしながら爆死した。
ゲーム『特撮冒険活劇 スーパーヒーロー烈伝』
原作同様、GOD秘密警察室長かつXライダーの宿敵として登場する。隠しシナリオの一つでは、アポロガイストが主人公となる。ヒーローたちからRS装置を奪還すべく、工作員と共に基地に潜入する。Xライダーとのリベンジを制し、装置らしきものを奪ってきたが、キレンジャーのカレー調理器だった。部下の不甲斐なさと、自分との能力差に憤慨し、アポロショットで工作員を処刑してしまう。

## 関連マシン
アポロチャリオッツ
仮面ライダーSDにおけるアポロガイストの愛機。騎馬戦車だが引くのは部下であるマッハアキレス。
バイク
『出撃!!ライダーマシン』ではバイクに搭乗。タイヤはガイストカッターのように日輪を象っており、光の輪を出して攻撃する。

## 関連キャラクター
〈アポロ〉
小説『仮面ライダー 流星1973』に登場したアポロガイストをモチーフとしたキャラクター。
《ショッカー》《G素体》《Dチーム》に次ぐ第四の敵《GOD機関》の幹部〈アポロ〉として登場。〈大首領〉に造られた真人類【マイス】のプロトタイプであり、改造人間ではない。よって変身はせず、超能力と驚異的な身体能力で本郷猛を圧倒、【芽】と呼ばれる超能力を持った少女たちを本郷の目の前で惨殺した。その理由を「自分の敵がこんな汚く臭いと思うと腹がたった」からだと語るなど、残忍で傲慢な性格をしている。
ただし純粋な戦闘能力で言えば蓄積経験の段違いな仮面ライダーには劣るとされ、実際に本郷を一撃で仕留めることはできず、「お前が言うほどの差は無い」と最後には敗北を喫した。